# 丘帕
丘帕（羅馬化：Chupa）是俄罗斯卡累利阿共和国的市级镇，属洛乌希区，位于丘帕湾（属坎达拉克沙湾一部分）沿岸，在区行政中心洛乌希北、共和国首府彼得罗扎沃茨克北偏西方。
该地2021年人口有2,150人；2010年人口2,924；2002年人口4,061；1989年人口5,214。